# مقاطعة ستانلي (داكوتا الجنوبية)
ستانلي (بالإنجليزية: Stanley)‏ هي إحدى مقاطعات ولاية داكوتا الجنوبية في الولايات المتحدة الأمريكية.
يحدها من الشمال الغربي نهر شاين